# Bièvres (Essonne)
Bièvres és un municipi francès, situat al departament de l'Essonne i a la regió de Illa de França. L'any 2007 tenia 4.982 habitants.
Forma part del cantó de Gif-sur-Yvette, del districte de Palaiseau i de la Comunitat d'aglomeració Versailles Grand Parc.

## Demografia

### Població
El 2007 la població de fet de Bièvres era de 4.982 persones. Hi havia 1.704 famílies, de les quals 458 eren unipersonals (227 homes vivint sols i 231 dones vivint soles), 478 parelles sense fills, 624 parelles amb fills i 144 famílies monoparentals amb fills.
La població ha evolucionat segons el següent gràfic:
Habitants censats

### Habitatges
El 2007 hi havia 1.827 habitatges, 1.735 eren l'habitatge principal de la família, 23 eren segones residències i 69 estaven desocupats. 1.065 eren cases i 738 eren apartaments. Dels 1.735 habitatges principals, 1.208 estaven ocupats pels seus propietaris, 462 estaven llogats i ocupats pels llogaters i 64 estaven cedits a títol gratuït; 113 tenien una cambra, 172 en tenien dues, 328 en tenien tres, 396 en tenien quatre i 725 en tenien cinc o més. 1.376 habitatges disposaven pel capbaix d'una plaça de pàrquing. A 775 habitatges hi havia un automòbil i a 812 n'hi havia dos o més.

### Piràmide de població
La piràmide de població per edats i sexe el 2009 era:
| Homes | Edats   | Dones |
| ----- | ------- | ----- |
| 0     | 95 o +  | 0     |
| 0     | 90 a 94 | 28    |
| 16    | 85 a 89 | 32    |
| 36    | 80 a 84 | 12    |
| 56    | 75 a 79 | 64    |
| 76    | 70 a 74 | 72    |
| 100   | 65 a 69 | 92    |
| 116   | 60 a 64 | 124   |
| 92    | 55 a 59 | 124   |
| 136   | 50 a 54 | 184   |
| 136   | 45 a 49 | 128   |
| 192   | 40 a 44 | 144   |
| 164   | 35 a 39 | 180   |
| 132   | 30 a 34 | 156   |
| 108   | 25 a 29 | 80    |
| 68    | 20 a 24 | 92    |
| 144   | 15 a 19 | 104   |
| 148   | 10 a 14 | 148   |
| 132   | 5 a 9   | 156   |
| 120   | 0 a 4   | 124   |

## Economia
El 2007 la població en edat de treballar era de 3.413 persones, 2.795 eren actives i 618 eren inactives. De les 2.795 persones actives 2.665 estaven ocupades (1.550 homes i 1.115 dones) i 130 estaven aturades (60 homes i 70 dones). De les 618 persones inactives 140 estaven jubilades, 309 estaven estudiant i 169 estaven classificades com a «altres inactius».

### Ingressos
El 2009 a Bièvres hi havia 1.677 unitats fiscals que integraven 4.309,5 persones, la mediana anual d'ingressos fiscals per persona era de 32.353 €.

### Activitats econòmiques
Dels 333 establiments que hi havia el 2007, 1 era d'una empresa extractiva, 3 d'empreses alimentàries, 9 d'empreses de fabricació de material elèctric, 1 d'una empresa de fabricació d'elements pel transport, 12 d'empreses de fabricació d'altres productes industrials, 19 d'empreses de construcció, 61 d'empreses de comerç i reparació d'automòbils, 7 d'empreses de transport, 12 d'empreses d'hostatgeria i restauració, 32 d'empreses d'informació i comunicació, 16 d'empreses financeres, 23 d'empreses immobiliàries, 84 d'empreses de serveis, 39 d'entitats de l'administració pública i 14 d'empreses classificades com a «altres activitats de serveis».
Dels 50 establiments de servei als particulars que hi havia el 2009, 1 era una comissaria de policia, 1 oficina d'administració d'Hisenda pública, 1 oficina de correu, 4 oficines bancàries, 4 tallers de reparació d'automòbils i de material agrícola, 1 autoescola, 4 guixaires pintors, 2 fusteries, 4 lampisteries, 4 electricistes, 3 empreses de construcció, 4 perruqueries, 6 restaurants, 8 agències immobiliàries, 1 tintoreria i 2 salons de bellesa.
Dels 10 establiments comercials que hi havia el 2009, 1 era un supermercat, 1 una botiga de més de 120 m², 3 fleques, 1 una fleca, 1 una peixateria, 1 una botiga d'electrodomèstics i 2 floristeries.

## Equipaments sanitaris i escolars
L'únic equipament sanitari que hi havia el 2009 era una farmàcia.
El 2009 hi havia 1 escola maternal i 1 escola elemental.

## Poblacions més properes
El següent diagrama mostra les poblacions més properes.